# Redskabsgymnastik
Redskabsgymnastik er sportsgren, hvor gymnasten skal demonstrere akrobatik, balanceevne, styrke og smidighed gennem udførelse af en række øvelser. Sporten har været på det olympiske program lige siden starten på de moderne olympiske lege.
De klassiske discipliner er:
- Barre
- Bensving
- Bom
- Forskudt barre
- Reck
- Ringe
- Spring over hest
- Øvelser på gulv

## Kvinders redskabsgymnastik
I denne tid  er det USA, som er det mest dominerende land i kvindernes redskabsgymnastik. Nok den mest dominerende gymnast nogensinde er Simone Biles. Hun har vundet 13 medaljer til verdensmesterskaberne og til OL vandt hun fem medaljer. 
Kvinderne har kun fire discipliner de hedder; barre, bom, spring over hest og øvelser på gulv.
- Barre er en disciplin, hvor kvinder svæver fra stang til stang (se billag højre nederst) men senere er der dog blevet større mellemrum fra stang til stang. I redskabsgymnastik i pro-verdenen rater man ved at alle har en startscore alt afhængigt af hvad sværhedsgraden var. Man kan få 0.100 hvis man ikke rammer en håndstand og så er der landingen som er en stor del.
- Spring over hest er en disciplin som har ændret sig meget over tiden. Hesten er blevet bredere og længere og man har det samme pointsystem som på barre.
- Bom er et 10 cm bredt træstykke, ofte beklædt med ruskind eller andet materiale. På bommen gælder det om at lave de sværeste ting for flest mulige point. Falder man af, bliver en del af ens samlede skala frataget, og tager man fat i bommen med hænderne for ikke at falde af, gælder det samme.
- Øvelser på gulv er ofte denne disciplin man sammenkobler med gymnastik, da det er her gymnasten virkelig kan vise sine akrobatiske evner. Selve 'banen' eller måtten måler 12 m × 12 m og i kanten er der en hvid stribe. Hver gang denne bliver overtrådt får man frataget en lille del af sin samlede score.